# Ricardo Planchón Geymonat
Ricardo Planchón Geymonat (Colonia, 1972) és un polític uruguaià pertanyent al Partit Nacional.

## Biografia
Fill del veterà polític herrerista Ricardo Planchón Malán i de Wilma Geymonat.
Militant nacionalista des de la seva joventut, actiu a l'agrupació Llista 12 i a la Joventut Herrerista. Als 22 anys va ser elegit edil pel departament de Colonia, essent reelegit el 2005. A més, va ser intendent interí en 17 oportunitats, entre els anys 2002 i 2009. El 2008 va donar suport a la precandidatura de l'expresident Luis Alberto Lacalle. L'octubre d'aquest any va ser elegit diputat pel seu departament. Assumeix la banca el 15 de febrer del 2010. A més, de cara a les eleccions municipals del 2010, va ser candidat a suplent de Walter Zimmer.